# 三軍總醫院松山分院
三軍總醫院松山分院，舊名空軍總醫院、國軍松山醫院，編號國軍第八○七總醫院，是中華民國國防部在臺北市的軍醫院，目前下轄於國防部軍醫局的一所區域暨乙類教學醫院。

## 概要
三軍總醫院松山分院是臺北市松山區代表的大型醫療機構之一，以臺北市松山地區居民及台北、宜蘭地區國軍人員為主要核心服務範圍。平時負責臺灣北部地區官兵健康維護，戰時支援第三作戰區收療受傷官兵及民眾，並執行各項醫療任務。

## 歷史
1945年12月1日：第四空軍醫院於南京市成立，後於1949年1月20日隨空軍總司令部遷臺，更名臺北市空軍總醫院，設於臺北市蘭州街；1958年4月1日更名空軍總醫院，同年12月1日遷入健康路現址，並於1959年11月25日舉行落成典禮。1970年6月12日，小兒科病房落成，由陳香梅與飛虎隊盟友普萊斯柯德等捐贈，以普萊斯柯德亡子小彼德之名命名為彼德·普萊斯柯德紀念兒童醫院（Peter Prescott Memorial Children Hospital Unit）。
1995年7月1日，依國軍兵力整建及精進軍醫組織案，原隸屬三軍總部之四、五級醫院取消軍種番號，改直隸參謀本部，更名國軍八零七總醫院；1998年7月1日，實施精實案，國軍醫院番號改地區命名，更名國軍松山醫院。2002年3月1日，原隸屬參謀本部之國軍醫院，改隸為國防部軍醫局之附屬機構。
嚴重急性呼吸道症候群疫情期間，國軍松山醫院於2003年5月5日奉命為SARS專責醫院，5月19日改裝完成，設置102間負壓式隔離病房，成為SARS病患治療的中繼站，至同年9月16日恢復正常門診。

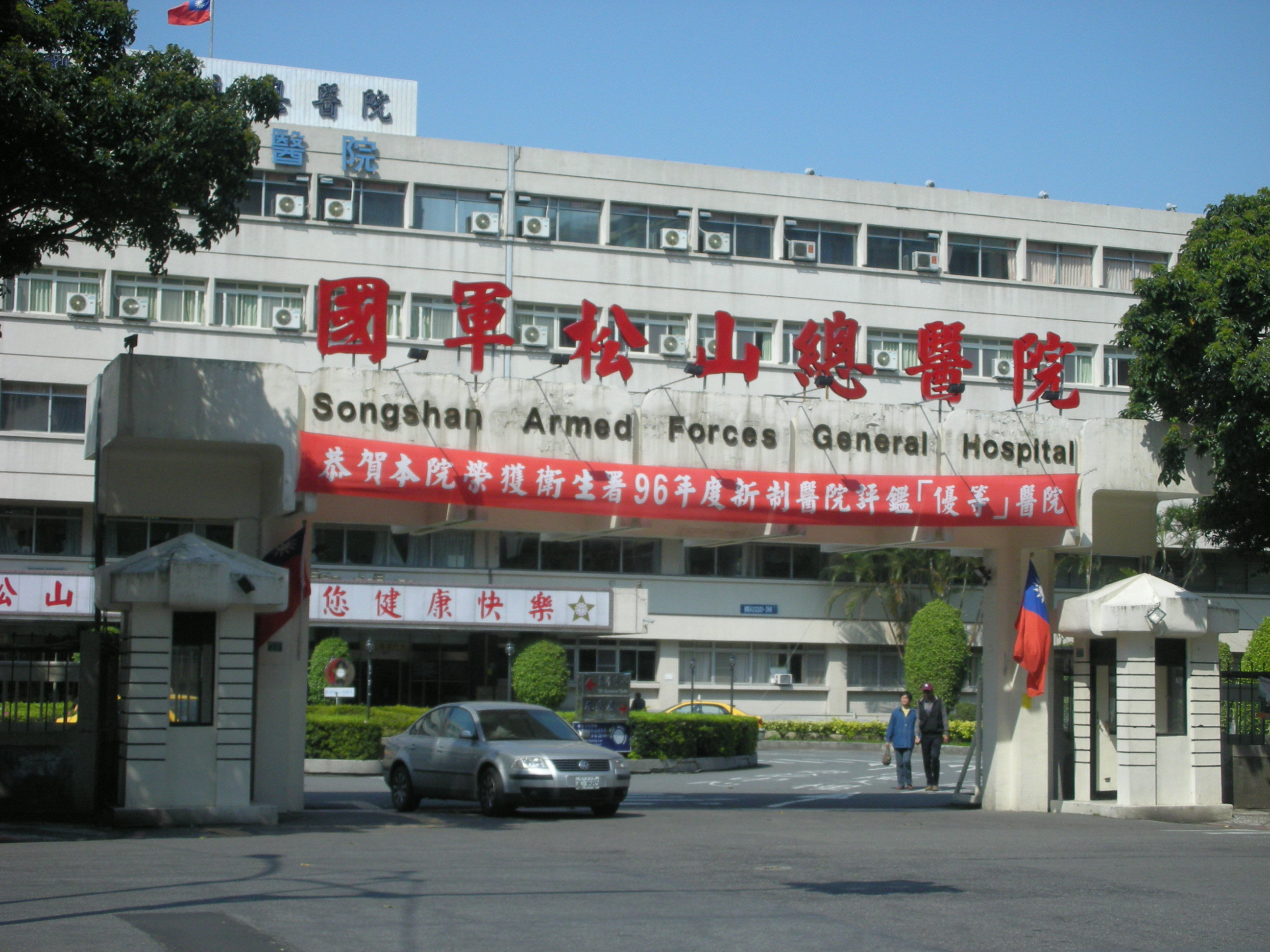
國軍松山總醫院時期

2005年11月1日，中華民國政府實施精進案，國軍松山醫院提升為軍陣醫學之總醫院型態，更名國軍松山總醫院；2013年1月1日依國防部「醫療機構整合」計畫，移編三軍總醫院並更名為三軍總醫院松山分院。

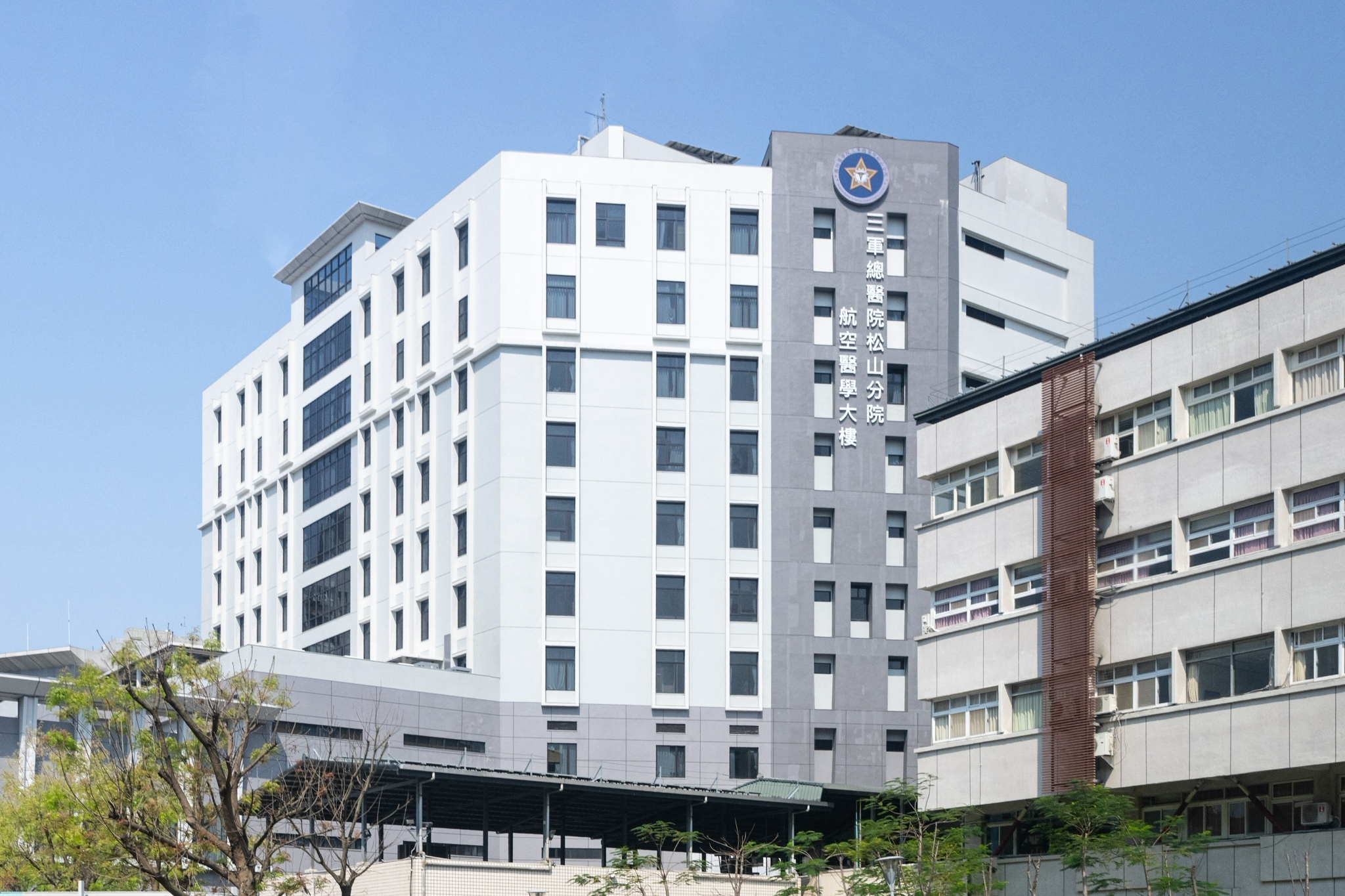
航空醫學大樓

2021年3月23日，三軍總醫院松山分院動工興建航空醫學大樓，後於2025年3月25日落成啟用。

## 組織架構

### 行政單位
- 院本部及附屬單位
  - 院本部
- 行政室及附屬單位
  - 行政室
- 醫勤室及附屬單位
  - 醫勤室
  - 批掛組
  - 病歷組
  - 疾分組
  - 資訊組
  - 社工組
  - 營養組
- 衛保室及附屬單位
  - 衛保室
- 主計室

## 醫療團隊
- 外科部
  - 外科部
  - 一般兼乳房外科
  - 大腸直腸肛門外科
  - 泌尿外科
  - 胸腔血管外科
  - 骨科脊椎外科
  - 腦神經外科
  - 整形兼手外科
  - 心臟血管外科
- 內科部
  - 內科部
  - 一般內科
  - 心臟內科
  - 皮膚科
  - 風濕免疫科
  - 神經內科
  - 胸腔內科
  - 腎臟內科
  - 感染科
  - 新陳代謝科
  - 腸胃內科
  - 血液腫瘤科
- 各大科部及其附屬單位 
  - 小兒科
  - 牙科
  - 耳鼻喉科
  - 身心科
  - 放射科
  - 急診醫學科
  - 家庭醫學科
  - 婦產科
  - 眼科
  - 麻醉科
  - 復健科
  - 臨床病理科
  - 臨床藥劑科
  - 航空醫學暨體檢部
  - 社區醫學部
  - 護理之家
  - 外籍人士體檢中心
- 護理部

## 院區

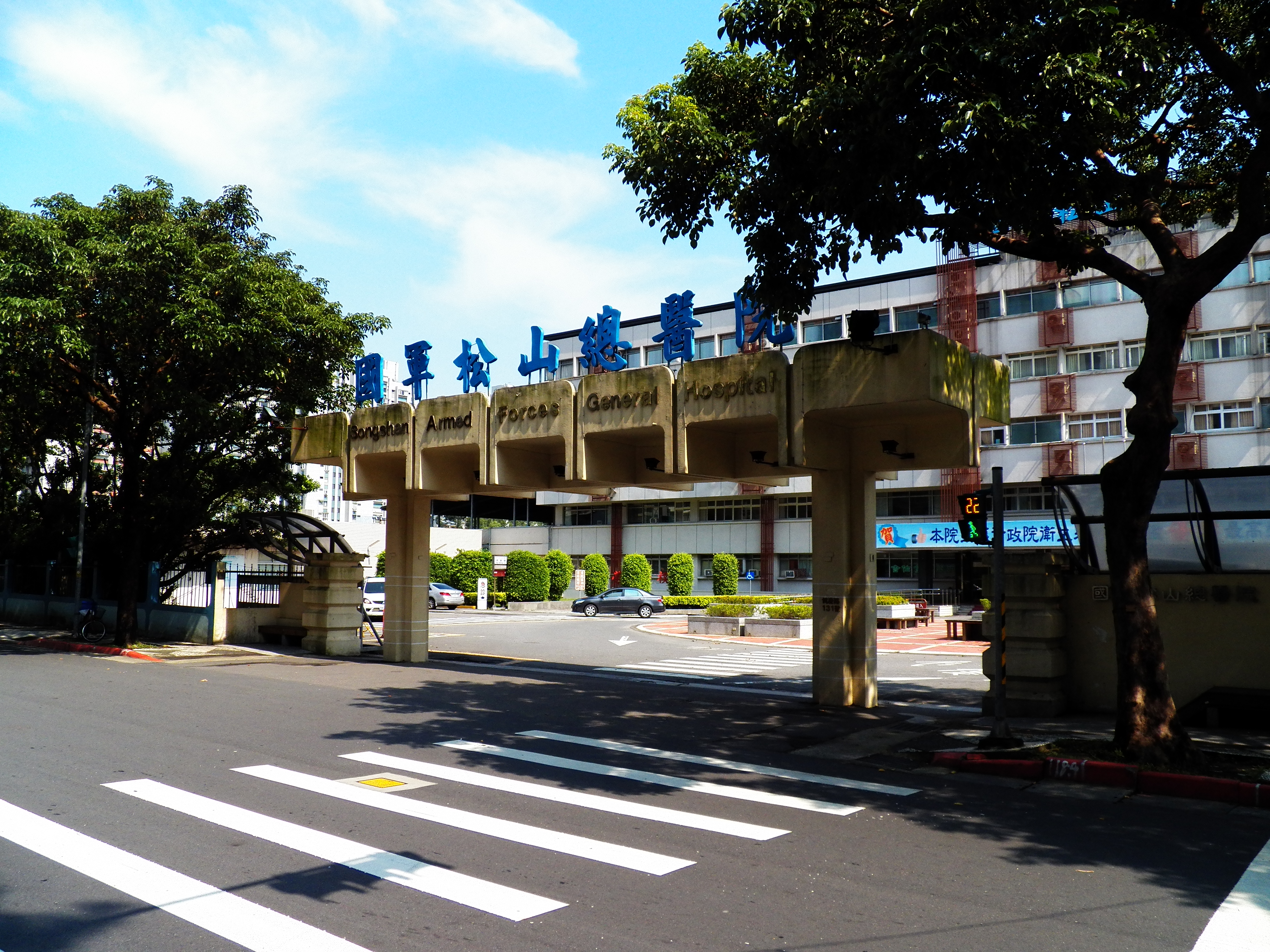
正門
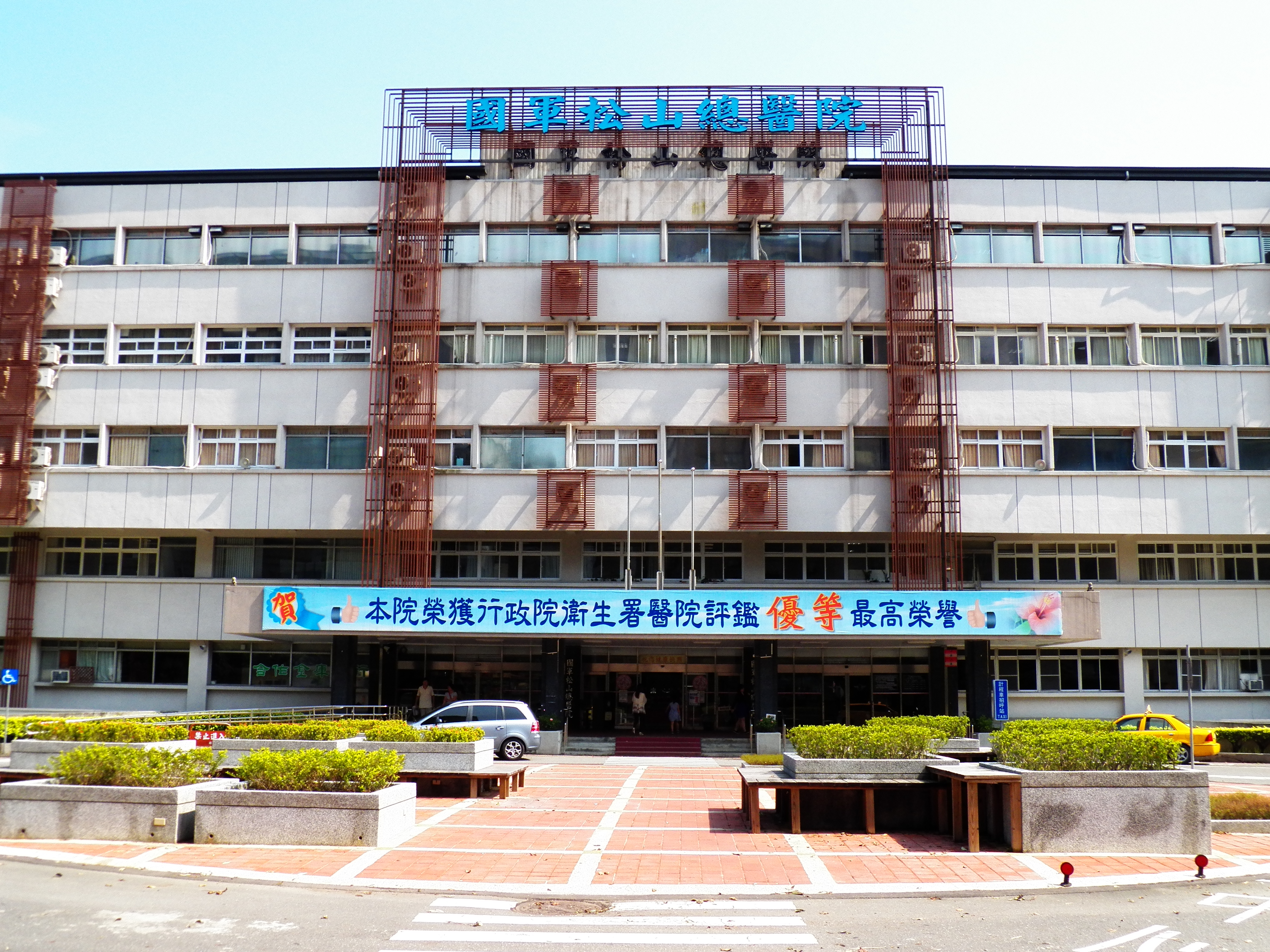
醫療大樓
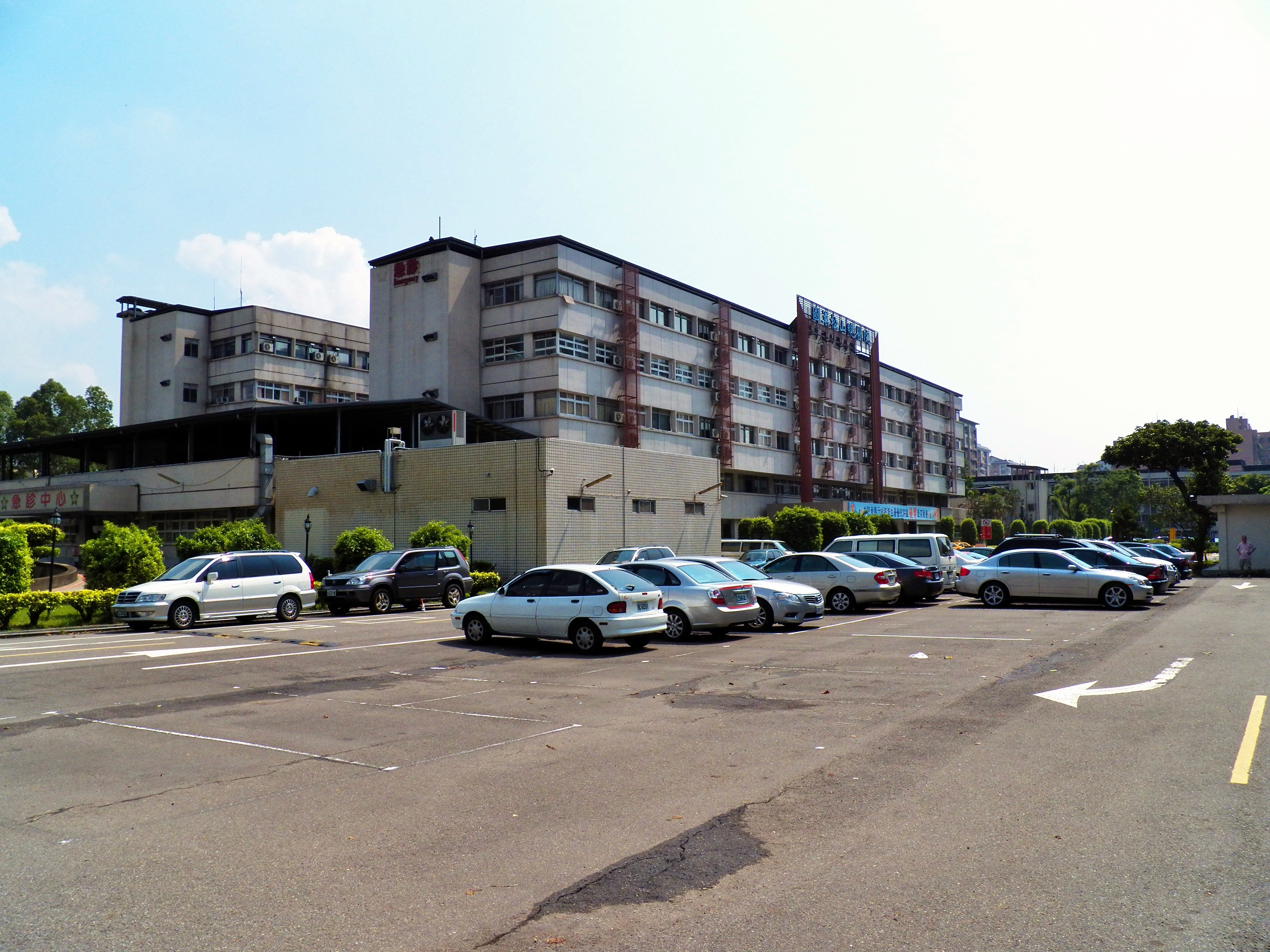
西南方遠景與公眾停車場
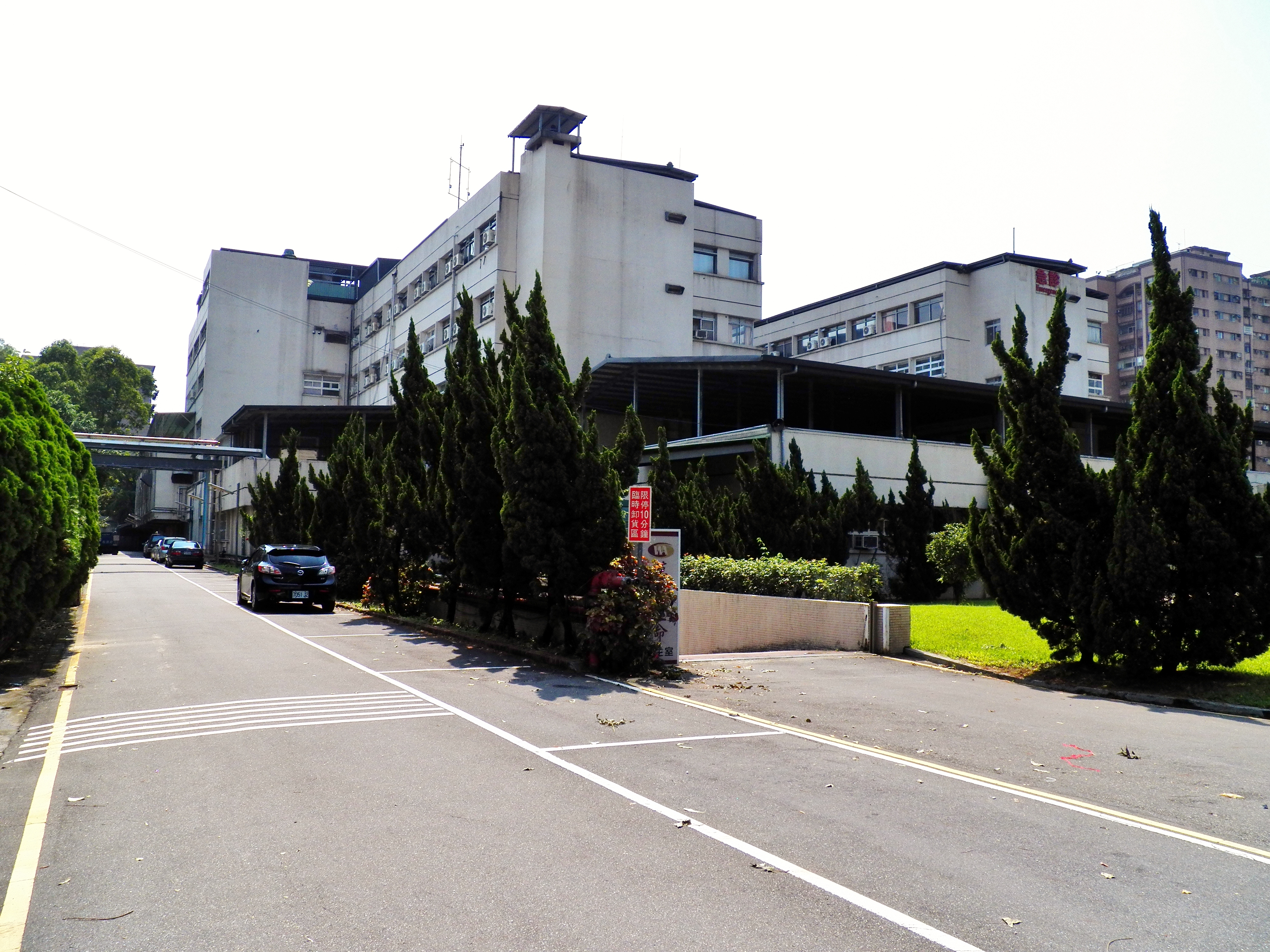
醫療大樓西北面
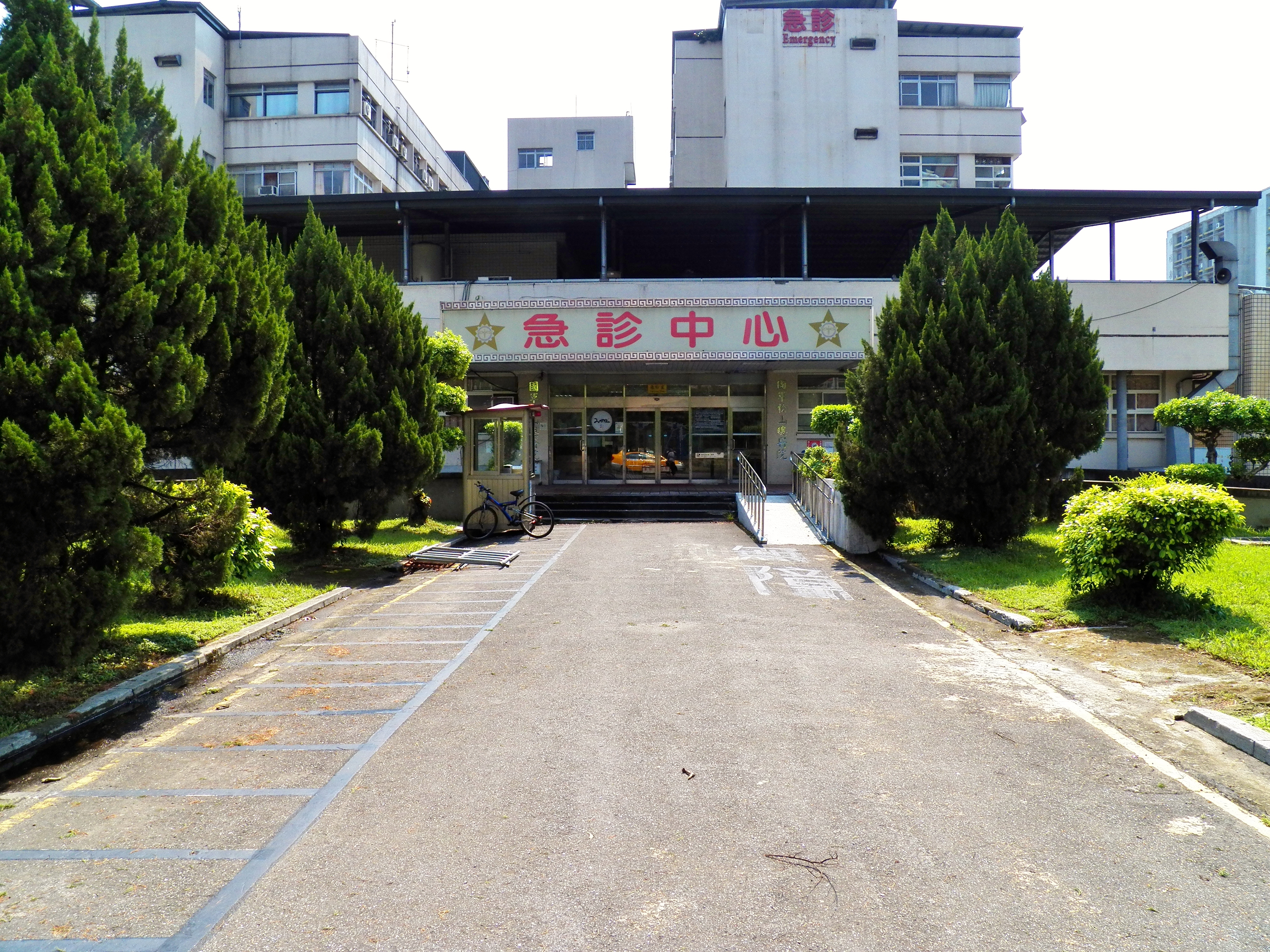
急診中心
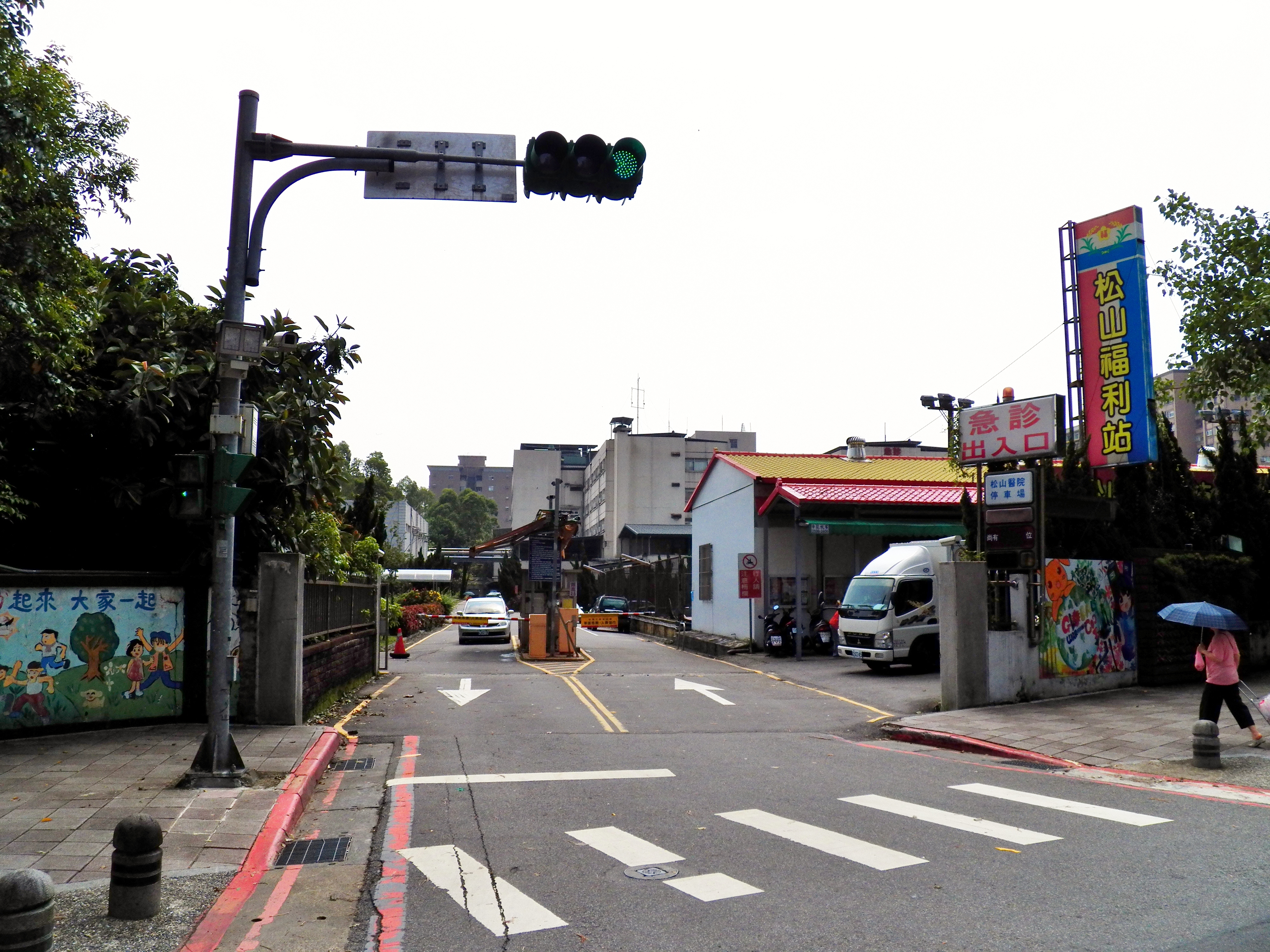
西口與國軍松山福利站

## 外部連結
- 官方网站